# Lückersdorf

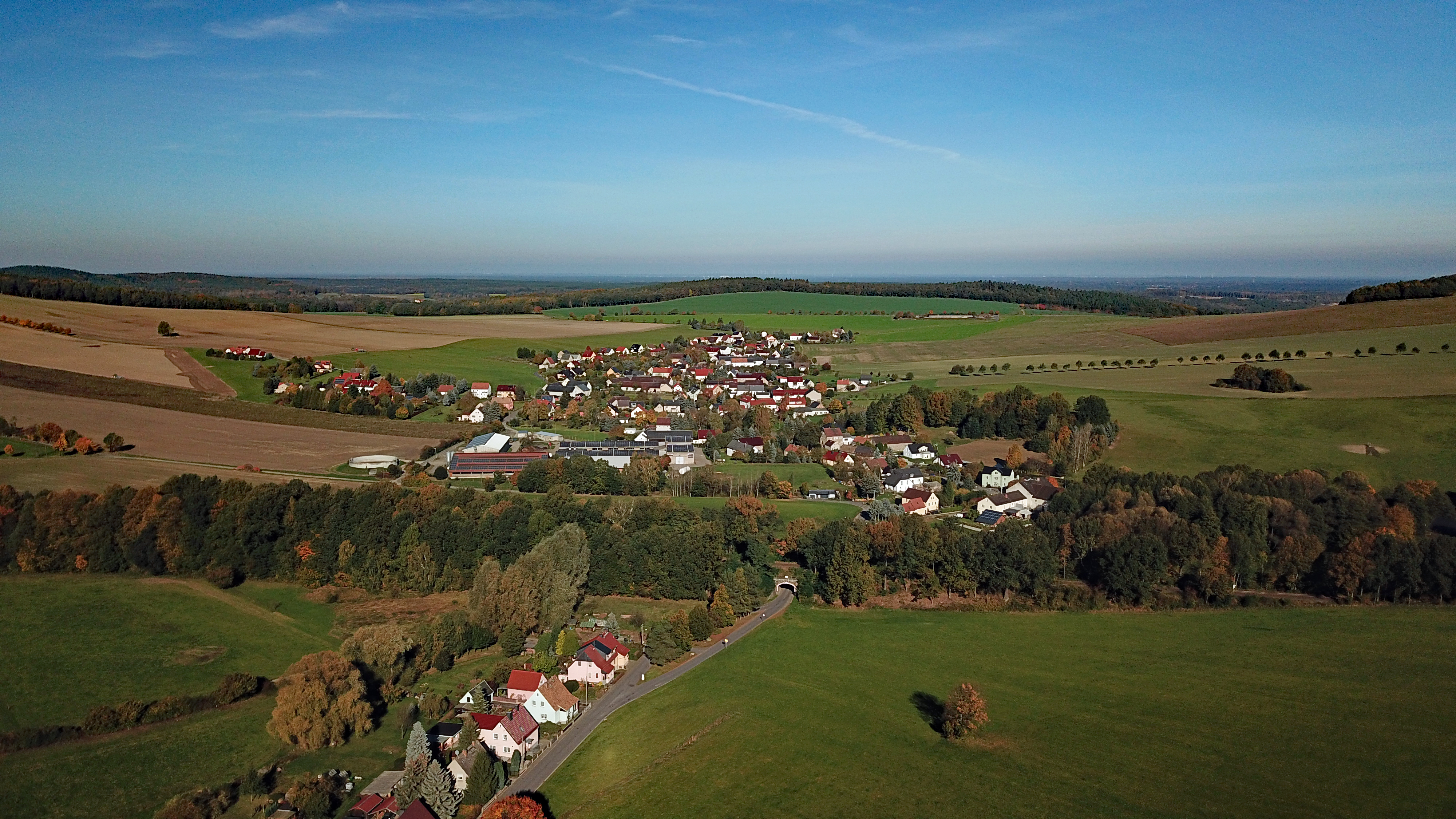
Lückersdorf aus der Luft (hinter der Bahnstrecke Kamenz-Arnsdorf) von Gelenau aus gesehen (im Vordergrund vor der Bahnstrecke einige Häuser von Gelenau)

Lückersdorf (obersorbisch Lěpkarjecy) ist ein Dorf mit etwa 400 Einwohnern im Landkreis Bautzen. Zusammen mit den Nachbarorten Gelenau und Hennersdorf bildet es den Ortsteil Lückersdorf-Gelenau der sächsischen Stadt Kamenz.

## Geographie und Verkehrsanbindung

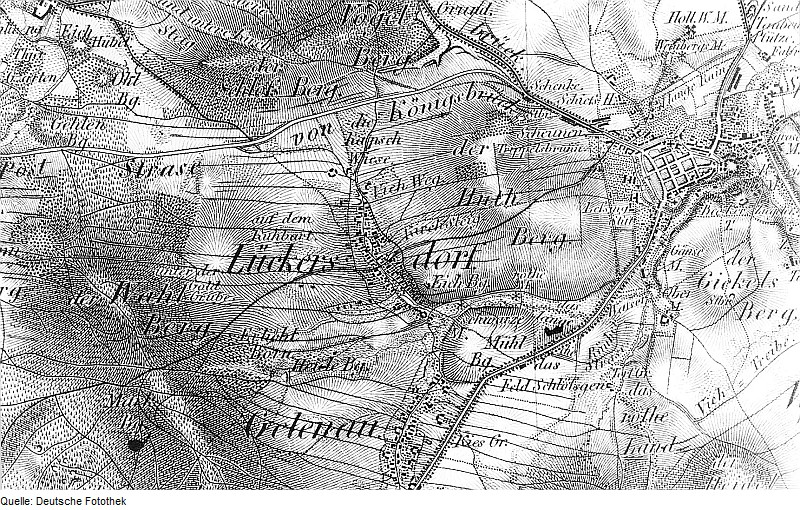
Lückersdorf auf der Oberreitschen Karte um 1845

Lückersdorf liegt westsüdwestlich von Kamenz in Form eines Straßenangerdorfes zwischen Brauna im Nordwesten und Gelenau im Süden. Im Nordosten erhebt sich der Hutberg, der 294 Meter hohe Hausberg der Stadt Kamenz. Das Westlausitzer Hügel- und Bergland prägt die Umgebung Lückersdorfs, nördlich der Ortslage erheben sich Vogelberg (263 m) und Schloßberg (268 m), im Westen zieht sich in Nordwest-Südost-Richtung eine Hügelkette mit Rinnberg (303 m), Walberg (360 m), Wüsteberg (352 m) und Hofeberg (322 m) hin. Am südlichen Ortsrand fließt der Bach Langes Wasser.
Die von Arnsdorf kommende Bahnstrecke führt westlich um Gelenau herum, trennt den Ort im Norden von Lückersdorf und erreicht wenig später den Bahnhof Kamenz.
Die S 95 verläuft östlich und die S 100 nördlich.

## Geschichte
Die Gemarkung war bereits in vorgeschichtlicher Zeit besiedelt, wie 1957 freigelegte Siedlungsspuren der Lausitzer Kultur belegen. Zu den Funden gehören ein halb erhaltenes und ein gänzlich erhaltenes Pfostenhaus von etwa drei mal vier Metern Grundfläche, Herdstellen und Gefäße mit Speiseresten sowie deutliche Fußpfade. Jüngere, vermutlich ostgermanische Siedlungsspuren aus der römischen Kaiserzeit (etwa 3. bis 5. Jahrhundert) wurden 1974 im Rahmen einer Notgrabung freigelegt. Dabei wurden unter anderem Reste von 30 Gefäßen geborgen.
Urkundlich erstmals erwähnt wurde Lückersdorf 1225, ein Vorwerk ist für das Jahr 1426 belegt. In der ersten Hälfte des 15. Jahrhunderts erwarb die Stadt Kamenz nach und nach die verschiedenen Lückersdorfer Lehen. Im Oberlausitzer Pönfall verlor Kamenz 1547 Lückersdorf mit anderen Besitzungen, woraufhin Landvoigt Christoph von Dohna auf Königsbrück Lückersdorf erwarb. Im Oktober 1561, ein Jahr nach Christophs Tod, konnte der Kamenzer Rat Lückersdorf zurückerwerben.
Seit 1817 bestand in Lückersdorf ein kleines Mineralbad. Die Quelle wurde 1845 von Eduard Röber als schwache und wenig benutzte kalte erdig-salinische Schwefelquelle beschrieben. Der damalige Besitzer Dickoff bot jährlich 200 bis 300 Wannenbäder an. Das Bad wurde die Grundlage für die spätere Gaststätte Moritzbad. Im Jahr 1864 errichtete die Gemeinde ein neues Schulgebäude, das 1937/1938 umfangreich renoviert wurde.
Im Rahmen der Verwaltungsreform von 1952 wurde Lückersdorf von der früheren Amtshauptmannschaft Kamenz in den Kreis Kamenz überführt. Aus der 1956 gegründeten Landwirtschaftlichen Produktionsgenossenschaft (LPG) vom Typ I „Einigkeit“ ging die gleichnamige LPG Lückersdorf-Gelenau vom Typ III hervor, deren Tierproduktion 1980 an die LPG (T) Brauna angeschlossen wurde. Lückersdorf hatte in dieser Zeit vor allem Milchkühe.
Am 1. Januar 1957 fusionierte Lückersdorf mit dem Nachbarort Gelenau zur neuen Gemeinde Lückersdorf-Gelenau. Am 1. Januar 1979 wurde diese Gemeinde um Hennersdorf vergrößert. Am 1. Dezember 1993 fasste der Gemeinderat einen Beschluss zur Eingemeindung nach Kamenz. Aufgrund eines Bürgerentscheids wurde dieser Beschluss wieder aufgehoben. Zum 1. Januar 1999 erfolgte letztlich doch die Eingemeindung nach Kamenz.
Seit 1996 haben sich Bürgerinitiativen gegen einen geplanten Steinbruch zum Grauwackeabbau am Wal- und Wüsteberg formiert.

### Bevölkerungsentwicklung
| Jahr | Einwohner |
| ---- | --------- |
| 1834 | 326       |
| 1856 | 364       |
| 1871 | 384       |
| 1890 | 463       |
| 1910 | 464       |
| 1925 | 422       |
| 1939 | 422       |
| 1946 | 461       |
| 1950 | 483       |
| 1959 | 496       |
| 1971 | 414       |
| 1983 | 357       |
| 1985 | 382       |
| 1997 | 423       |
| 2001 | 464       |
| 2011 | 404       |

Im Jahr 1560 wirtschafteten in Lückersdorf 23 besessene Mann. In den folgenden 200 Jahren stieg die Zahl der Einwohner bei einem gleichzeitigen Rückgang der rein bäuerlichen Wirtschaften, so dass beim sächsischen Landesrezess 1777 noch 8 besessene Mann, jedoch auch 12 Gärtner und 26 Häusler gezählt wurden. Eine Wirtschaft stand in jenem Jahr wüst.
Im 19. Jahrhundert stieg die Einwohnerzahl von 326 bei der ersten sächsischen Zählung nach Personen im Jahr 1834 auf 463 im Jahr 1890, was einem Zuwachs von 40 % in diesem Zeitraum entspricht. Nach einem Rückgang in der Zwischenkriegszeit war dieser Stand nach dem Zweiten Weltkrieg wieder erreicht. Bis gegen Ende der fünfziger Jahre wuchs die Bevölkerung auf rund 500 Einwohner an. Danach kam es in den folgenden 25 Jahren zu einem starken Rückgang, so dass 1983 noch 357 Einwohner gezählt wurden. Dem folgte ein erneuter Anstieg, so dass 2001 wieder ein Stand von etwa 460 Einwohnern erreicht war.
Die gläubige Bevölkerung ist überwiegend evangelisch-lutherisch, bei der Volkszählung 1925 traf dies auf alle Einwohner zu.

### Ortsname
Urkundliche Überlieferungen des Ortsnamens sind Liepgersdorf und Lipgersdorf (1225 und 1263), Luckirsdorf (1364), Lickirstorf (1420) und Lückersdorff (1491). Spätere Formen variieren noch in der Schreibweise, so beispielsweise Lickersdorff (1492), Luckkerschdorff (1512) und Lückherßdorff (1547), es gab jedoch auch vereinzelt Entfernungen von dieser Form, beispielsweise 1547 mit Luckendorff. Der sorbische Name ist eine Sorabisierung des deutschen Namens und wird 1848 als Ljepkarezy sowie ab 1866 als Lěpkarjecy wiedergegeben.
Der Ortsname lässt sich auf einen Personennamen zurückführen, Lückersdorf ist dementsprechend das Dorf des Liebgēr.

## Persönlichkeiten
- Der Philologe und Dozent Johannes Minckwitz (1812–1885) wurde in Lückersdorf geboren. Der sowohl als Dichter wie auch als Übersetzer klassischer Literatur tätige Minckwitz erhielt 1861 eine außerordentliche Professur an der Universität Leipzig.
- Ebenfalls ein gebürtiger Lückersdorfer ist Heinrich Minckwitz (1819–1886), der als Politiker der Fortschrittspartei im sächsischen Landtag und in den Reichstagen des Norddeutschen Bundes sowie des deutschen Kaiserreiches saß.
- Moritz Oskar Sauppe (1844/1847–1928), Sohn eines Lehrers und Organisten in Lückersdorf, war von 1872 bis 1910 Pfarrer in Lückendorf und Oybin. Er veröffentlichte Werke zur Geschichte Zittaus und Oybins, und erstellte Abschriften von über 8000 Urkunden.